# 天神川 (宝塚市・伊丹市)
天神川（てんじんがわ）は、武庫川水系天王寺川の支流で兵庫県宝塚市中部と伊丹市北西部を流れる二級河川。

## 地理

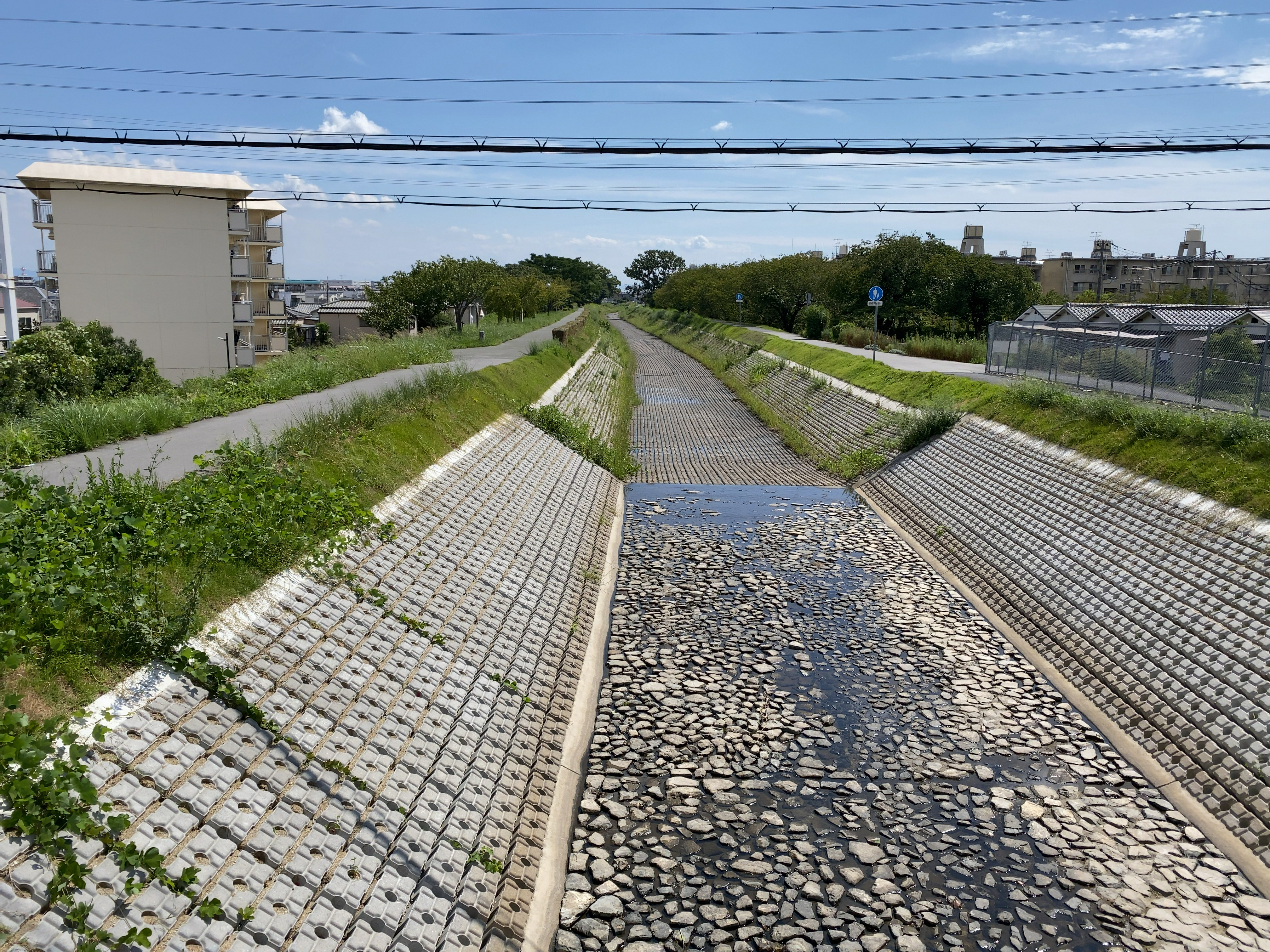
天神川を中国道付近より荻野方面を望む

中山の宝塚市立宝塚市立中山五月台小学校北に源を発し南進する。源流周辺はかつては里山であったが、昭和40年代になって宅地開発が行われ、傾斜地ながら現在は宅地になっているためコンクリート3面張りの護岸がなされ、一部暗渠化されている部分がある。宝塚市立中山五月台中学校南あたりから深い谷の自然地形となり、右岸に県営宝塚中筋団地を見るあたりから平野部に入る。名の由来となった天満神社の脇を通り、阪急宝塚線、国道176号を抜ける。このあたりから天井川となり、JR宝塚線と交差する。
右岸に大阪芸術大学短期大学部伊丹キャンパスの建物が現れた地点から伊丹市に入り、中国自動車道、国道176号バイパスと交差し南進する。付近(宝塚市山本及び伊丹市東野)は植木の栽培が盛んで、左岸の宝塚市山本だけで約500軒にのぼる園芸農家や造園会社がある。伊丹市昆陽池公園北西端で直角に折れ曲がり、同公園北辺をなぞりながら西進し、兵庫県道42号尼崎宝塚線と交差する天神橋の東隣、伊丹市西野3丁目付近で天王寺川と合流する。

## 流域の自治体
兵庫県
宝塚市
伊丹市

## 歴史
1175年（安元元年）に泉高父宿禰によって記された行基年譜 に、年代は記されていないが業績の一つとして昆陽上溝長一千二百丈、廣六尺、深四尺、在二　攝津國河邊郡山本里一の記述がある。同文献には別項で731年（天平3年）、行基64歳のとき摂津国川辺郡山本村に在したと記されている。このとき行基の指導により昆陽池が掘削されているので、この溝とあるのが同じときに同池への取水のため開削された現在の天神川で、1,200丈(=約3.6 km)の流路長が昆陽池からこの川の平野部北端までの距離とほぼ一致すること、平野部に入りすぐ天井川になる不自然さや、昆陽池北辺をなぞるような川筋から考えてもほぼ間違いないと郷土史家などは推測している。仮にこの推測が事実とすれば、記録に残っておりかつ現存する用水路としては天王寺川と並んで国内最古となる。なお、名の由来となった天満神社の境内に鎮座する大きな石には、行基が杖で投げ飛ばしたと云う行基の投げ石の伝説がある。
かつてこの川からは良質の川砂が採れており、名の由来となった天満神社、およびここと同じく付近の鎮守として信仰されている松尾神社の境内に撒かれたほか、古くから園芸用土に用いられていた。天正年間に山本荘の荘司で豊臣秀吉の家臣となった坂上頼泰は、隠居後に山本膳太夫と名を改め、現在の宝塚市山本に隠棲し熱心に園芸樹木の育種改良を行い、接ぎ木を技術的に完成させた。ボタンとシャクヤクを接木した盆栽をかつての主人秀吉に献上したところ大変喜ばれ、木接太夫の称号を得た。その後同地の園芸業はますます発展を遂げ、明治以降同地が日本三大植木産地の一つに数えられるまでに至った。現在は上流の宅地開発によりその面影すらないが、盆栽など園芸用の良質の川砂、天神川砂にその名を留めている。
1897年(明治30年)、当時の阪鶴鉄道の川西池田 - 宝塚間が開業したおり、同鉄道はこの川をトンネルで抜けていた。このトンネルは同鉄道を引き継いだ国鉄福知山線が高架化・複線化された1980年（昭和55年）まで使用されたが、現在は埋められて見ることはできない。1944年に同線中山寺駅から同駅東方に位置した陸軍の軍事施設へ敷かれた軍用側線も同様にこの川をトンネルで抜けていた。同線は翌年廃線となり、線路跡は生活道路となったが、トンネルは現在もそのまま残っている。

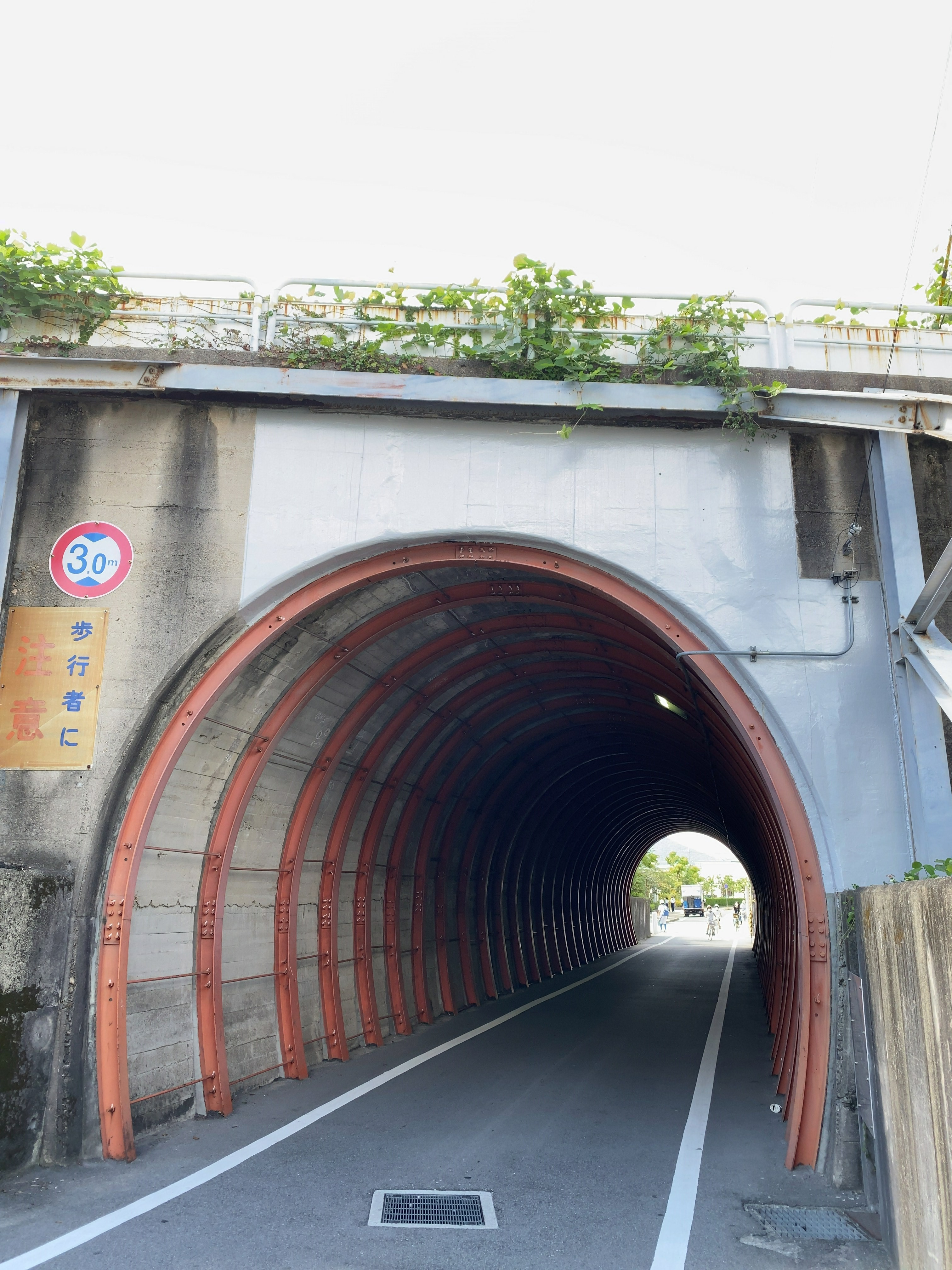
伊丹市内にある天神川の下を通るトンネル

1961年6月27日、昭和36年梅雨前線豪雨で支流の天王寺川とともに堤防が決壊し、伊丹市域一帯の約 500 戸が床上・床下浸水した。2023年5月8日未明には大雨による増水で伊丹市荒牧の左岸堤防が30mにわたり決壊して周囲の住宅に床上・床下浸水の被害があった。決壊した箇所は堤防強化のため、幅約14メートルの川幅の半分を土のうで仕切り、工事が行われていた。

## 流域の観光地・施設
- 中山
- 大阪芸術大学短期大学部伊丹キャンパス
- 荒牧バラ公園‐敷地の一部にこの川の堤防が組み込まれている。
- 伊丹市立天神川小学校‐校名がこの川に由来するが、河岸から若干離れている。なお伊丹市立鴻池小学校は川沿いにある。
- 伊丹スポーツセンター
- 昆陽池公園‐公園内に伊丹市昆虫館がある。

## 環境
源流付近が宅地になっており、流域も宅地化が進んでいるため、都市河川ほど酷くはないが必ずしも水質は良いとは言えない。しかし、平野部に入ったあたりから伊丹市立鴻池小学校付近までは数こそ少ないもののヘイケボタルが見られる。同校では増殖にも取り組んでいる。
流域の宅地化が進んでいるのと、堤防決壊の過去を踏まえ上流には砂防堰堤が数多く見られる。